# Serranía del Imajana
Serranía del Imajana är en bergskedja i Bolivia.   Den ligger i departementet Cochabamba, i den centrala delen av landet, 300 km nordost om huvudstaden Sucre.
Omgivningarna runt Serranía del Imajana är en mosaik av jordbruksmark och naturlig växtlighet. Runt Serranía del Imajana är det ganska glesbefolkat, med 23 invånare per kvadratkilometer.